# كانيون لاكي (كاليفورنيا)
كانيون لاكي (بالإنجليزية: Canyon Lake)‏ هي إحدى مدن مقاطعة ريفيرسيدي، كاليفورنيا. تم إعطاءها لقب مدينة في 1 ديسمبر، 1990.